# William Harbutt Dawson
William Harbutt Dawson, född 27 juni 1860, död 7 mars 1948, var en brittisk nationalekonom.
Dawson bedrev ekonomiska studier i Tyskland och var starkt påverkad av Adolph Wagner och de tyska katedersocialisterna. I sin Prince Bismarck and state socialism (1890) har han ingående skildrat den tyska sociallagstiftningen. Han har dessutom dokumenterat sig som framstående Tysklandskännare i bland annat Germany and the Germans (2 band, 1893) och The German empire 1867-1914 (2 band, 1919).